# Shūmatsu nani shitemasu ka? Isogashii desu ka? Sukutte moratte ii desu ka?
Shūmatsu nani shitemasu ka? Isogashii desu ka? Sukutte moratte ii desu ka? (終末なにしてますか? 忙しいですか? 救ってもらっていいですか?, litt. « Que faites-vous à la fin ? Êtes-vous occupé ? Voulez-vous nous sauver ? »), abrégé Sukasuka, est une série japonaise de light novel écrite par Akira Kareno et illustrée par Ue. Cinq volumes ont été publiés par l'éditeur Kadokawa entre novembre 2014 et avril 2016.
Dans les pays anglophones, la série s'intitule WorldEnd: What are you doing at the end of the world? Are you busy? Will you save us? (litt. « Fin du monde : Que faites-vous pendant la fin du monde ? Êtes-vous occupés ? Allez-vous nous sauver ? »).
Une suite de la série intitulée Shūmatsu nani shitemasu ka? Mōichido dake, aemasu ka? (終末なにしてますか？　もう一度だけ、会えますか？, litt. « Que faites-vous à la fin ? Pourrait-on vous rencontrer une dernière fois ? »), également connue sous le nom de Sukamoka, est publiée depuis avril 2016 ; le sixième volume est publié le 1er juin 2018.
Une adaptation manga est prépubliée dans le Magazine de prépublication de manga de Media Factory, le Monthly Comic Alive, entre juin 2016 et mai 2018,.
La série a également reçu une adaptation télévisée en anime, par les studios Satelight et C2C, qui était diffusée au Japon entre avril et juin 2017,,.

## Synopsis
Cela fait plus de 500 ans que la population humaine s'est éteinte face à de redoutables et mystérieuses « Bêtes ». De nos jours, les espèces survivantes construisent leurs maisons et leurs villes sur des îles flottantes dans le ciel pour rester hors de portée de toutes les Bêtes hormis les plus mobiles. Seul un grand groupe d'enfants, baptisés « Leprechauns », peut manier les « Armes antiques », appelées « Carillons », qui sont nécessaires afin de repousser les invasions de ces créatures dangereuses. Dans la vie instable et éphémère de ces êtres, où un simple appel vers une mort certaine peut arriver à tout moment, entre en scène un personnage peu probable : un homme mystérieux qui a tout perdu dans sa bataille finale il y a cinq cents ans et qui avait été réveillé d'un long sommeil glacial. Ne pouvant plus se battre, Willem devient le père que ces enfants n'ont jamais eu, se souciant d'eux et les nourrissant alors qu'il s'efforce d'accepter sa nouvelle vie, dans laquelle il éprouve la douleur d'attendre désespérément le retour de ses proches après la bataille que sa « fille » avait déjà ressenti il y a longtemps. Ensemble, Willem et les jeunes filles vont progressivement comprendre ce que la famille signifie et ce qui vaut vraiment la peine d'être protégé dans leur vie…

## Personnages

### Personnages principaux
Willem Kmetsch (ヴィレム・クメシュ, Vuiremu Kumeshu)
Voix japonaise : Ryohei Arai,
Willem est le personnage principal de la série. Le seul être humain dans un monde où les humains ont été victimes d'extinction par les « Bêtes ». Il s'est réveillé des centaines d'années plus tard, et continue encore son combat contre les Bêtes. La série suit la vie quotidienne et éphémère du leader Willem et des fées guerrières. Il a maîtrisé tous les Carillons, mais en subit des prix lourds après une utilisation; il en a manié deux pendant sa vie, Seniorus et Insania, avec lesquelles il était considéré comme un combattant très énergique. Il ne peut plus combattre au risque d'aggraver encore ses blessures.
Chtholly Nota Seniorious (クトリ・ノタ・セニオリス, Kutori Nota Seniorisu)
Voix japonaise : Azusa Tadokoro,
Chtholly est l'une des Leprechauns, des fées qui peuvent utiliser les Armes antiques. Elle hérite du Carillon Seniorus, qui appartenait à Lillia, une guerrière du passé de Willem. Elle est hantée par l'âme d'une déesse autrefois tuée par Lillia.

### Leprechauns
Ithea Myse Valgulious (アイセア・マイゼ・ヴァルガリス, Aisea Maize Varugarisu)
Voix japonaise : Machico,
Ithea est une Leprechaun qui a ses cheveux coiffés comme des oreilles de chat. Elle a une personnalité joviale et insouciante et blague souvent que Willem aime seulement les filles qui ont le même âge qu'elle ; mais elle cache sa véritable identité : comme tous les Leprechaun, elle est née d'une âme décédée. Or, cette âme a repris le contrôle de la réelle Ithea, l'effaçant complètement. Elle joue néanmoins la comédie pour faire croire qu'Ithea est toujours là en se servant du journal intime de la vrai Ithea.
Nephren Ruq Insania (ネフレン・ルク・インサニア, Nefuren Ruku Insania)
Voix japonaise : Akari Uehara,
Nephren est une Leprechaun qui laisse rarement paraître ses émotions. Elle se sentait concernée par Willem et l'aide beaucoup, mais souvent, elle se colle à lui pour une raison inconnue. Elle adore les fleurs.
Rhantolk Ytri Historia (ラーントルク・イツリ・ヒストリア, Rāntoruku Itsuri Hisutoria)
Voix japonaise : Kazusa Aranami,
Une Leprechaun maniant le Carillon Historia. Elle aime la viande et montre de la brutalité en tuant une Bête.
Nopht Keh Desperatio (ノフト・ケー・デスペラティオ, Nofuto Kē Desuperatio)
Voix japonaise : Inori Minase,
Une Leprechaun maniant le Carillon Desperatio. Elle aime lire des poèmes et parler sur un ton poétique.
Tiat (ティアット, Tiatto)
Voix japonaise : Tomomi Mizuma,
Une jeune Leprechaun, prête à combattre, mais ne s'est jamais associée à un Carillon.
Pannibal (パニバル, Panibaru)
Voix japonaise : Yurika Kubo,
Une Leprechaun, toujours prête à se battre. Elle a attaqué Willem alors qu'il se rendait à l'entrepôt pour se présenter au travail avec un sabre en bois.
Lakhesh (ラキシュ, Rakishu)
Voix japonaise : Manaka Ishimi,
Une Leprechaun maladroite qui est souvent vue avec Tiat, Collon et Pannibal.
Collon (コロン, Koron)
Voix japonaise : Hina Kino,
Une Leprechaun énergique et parle toujours à haute voix.
Almita (アルミタ, Arumita)
Voix japonaise : Akane Kohinata,
Une Leprechaun, tombée dans un ravin, mais reste indifférente à ses blessures, ce qui fait que Willem s'interroge sur sa véritable mission à l'Entrepôt et au Complexe.

### Autres
Nygglatho (ナイグラート, Naigurāto)
Voix japonaise : Kikuko Inoue,
C'est une Troll, bien qu'elle désire de la chair de Willem, elle n'a pas eu l'intention de le dévorer. Elle a représenté la Guilde pour la sécurisation du Complexe. Elle connaît bien Willem car c'était lors de l'expédition qu'elle avait menée qu'on l'avait retrouvé dans un état pétrifié.
Grick Graycrack (グリック・グレイクラック, Gurikku Gureikurakku)
Voix japonaise : Shigeru Chiba,
Un ami de Willem, c'est un Goblin qui a voulu que celui-ci rejoigne l'armée. Il était avec Rhan et Nopht à la surface pour une mission de récupération d'artefacts. Son métier est de récupérer des reliques pouvant être utiles pour la lutte contre les bêtes.
Limeskin (ライムスキン, Raimusukin)
Voix japonaise : Jūrōta Kosugi,
Un officier Humanoïde. Willem se réfère à lui en l'appelant « Le Lézard ».
Phyracorlybia Dorio (フィラコルリビア・ドリオ, Firakoruribia Dorio)
Voix japonaise : Honoka Inoue,
Elle est la fille du maire de la ville de l'île du ciel, nommée Corna di Luce, qui demande à Limeskin, qui, à son tour, demande à Willem, de l'aider contre un groupe d'activistes, mais en raison de ses liens avec l'armée, Limeskin et ses soldats ne peuvent pas intervenir en politique et Willem est « occupé à faire du baby-sitting ».

### Ancienne vie de Willem
Almaria Duffner (アルマリア・デュフナー, Arumaria Dyufunā)
Voix japonaise : Satomi Satō,
La dernière allusion de Willem avant d'être pétrifié, elle est probablement l'une des enfants dont il s'occupait.
Lillia Asplay (リーリァ・アスプレイ, Rīria Asupurei)
Voix japonaise : Rina Satō,
Une courageuse guerrière du passé de Willem qui maniait Seniorus.
Souwong Kandel (スウォン・カンデル, Suwon Kanderu)
Voix japonaise : Mugihito,
L'ancien partenaire de Willem il y a 500 ans. Décédée après une attaque suicide, permettant ainsi à Willem de mutiler l'un des trois Êtres suprêmes nommé Eboncandle. Avant sa mort, il s'est maudit lui-même en modifiant sa force vitale dans le processus, le dépouillant ainsi de son humanité, mais cela lui confère l'immortalité. Dans ce nouvel état, il ne mourra pas de blessures ou de vieillesse. Il a une profonde fascination par rapport aux capes blancs, en se faisant surnommée le Grand Sage par Eboncandle et Willem. Souwong avec l'Être Eboncandle ont travaillé ensemble pour créer les îles flottantes il y a plus de 500 ans afin de protéger les survivants restants des bêtes qui rôdent sur la surface de la Terre.

## Productions et supports

### Light novel
Sukasuka est une série de cinq tomes écrite par Akira Kareno et illustrée par Ue, publiée par la maison d'édition Kadokawa entre le 1er novembre 2014 et le 1er avril 2016.
Une suite de la série, intitulée Shuumatsu nani shitemasu ka? Mōichido dake, aemasu ka? (終末なにしてますか？　もう一度だけ、会えますか？), abrégé Sukamoka, est publiée depuis avril 2016. À ce jour, neuf volumes ont été publiés.
Un roman dérivé, intitulé Shūmatsu nani shitemasu ka? Iden: Lillia Asplay (終末なにしてますか？異伝　リーリァ・アスプレイ), est sorti le 1er juin 2019. Un deuxième roman est sorti le 1er juin 2020.

### Manga
Le dessinateur Kaname Seu a lancé une adaptation manga de la série originale qui est prépubliée dans le magazine de prépublication de seinen manga Monthly Comic Alive de Media Factory depuis le numéro d'août 2016, vendu le 27 juin 2016. Révélée dans le numéro de juin 2018 du Comic Alive, paru en avril 2018, l'adaptation manga de la série s'est dans le prochain numéro du magazine, sorti le 26 mai 2018. Au total, le manga a été compilé en quatre volumes tankōbon.

#### Liste des tomes
| no | Japonais         | Japonais          |
| no | Date de sortie   | ISBN              |
| -- | ---------------- | ----------------- |
| 1  | 23 février 2017  | 978-4-0406-9040-7 |
| 2  | 23 juin 2017     | 978-4-0406-9249-4 |
| 3  | 22 décembre 2017 | 978-4-0406-9580-8 |
| 4  | 23 juin 2018     | 978-4-0406-9883-0 |

### Anime
Une adaptation anime de Sukasuka avait été annoncée avec la sortie du deuxième volume de Sukamoka. L'adaptation anime avait été révélée comme une série de télévision qui devrait débuter en avril 2017,. La série est réalisée par Jun'ichi Wada aux studios d'animation Satelight et C2C, avec les scripts écrits par le créateur de la série Akira Kareno, Mariko Mochizuki, Shingo Nagai et Toshizo Nemoto, et une bande son composée par Tatsuya Katō. La série est diffusée pour la première fois au Japon le 1er avril 2017 sur AT-X, et un peu plus tard sur BS11, KBS, SUN, Tokyo MX, TVA, TVQ,. Elle s'est conclue avec le 12e épisode, diffusé le 27 juin 2017,. Crunchyroll diffuse la série en simulcast dans les pays francophones,.
La chanson de l'opening de la série, DEAREST DROP, est interprétée par Azusa Tadokoro tandis que l'ending, réalisé par TRUE, s'intitule From (フロム, Furomu),,.

#### Liste des épisodes
| No | Titre français                                 | Titre japonais               | Titre japonais                              | Date de 1re diffusion |
| No | Titre français                                 | Kanji                        | Rōmaji                                      | Date de 1re diffusion |
| -- | ---------------------------------------------- | ---------------------------- | ------------------------------------------- | --------------------- |
| 1  | Dans ce monde issu du crépuscule               | 太陽の傾いたこの世界で       | Taiyō no katamuita kono sekai de            | 11 avril 2017         |
| 2  | Dans la forêt au-dessus du ciel                | 空の上の森の中の             | Sora no ue no mori no naka no               | 18 avril 2017         |
| 3  | Quand cette bataille prendra fin               | この戦いが終わったら         | Kono tatakai ga owattara                    | 25 avril 2017         |
| 4  | Ceux qui ne rentrent pas et ceux qui attendent | 帰らぬ者と、待ち続けた者たち | Kaeranu mono to, machi-tsuzuketa mono-tachi | 2 mai 2017            |
| 5  | Agir au nom de la justice                      | 誰も彼もが、正義の名のもとに | Dare mo kare mo ga, seigi no na no moto ni  | 9 mai 2017            |
| 6  | Un passé inaltérable et un futur qui s'estompe | 消えない過去、消えていく未来 | Kienai kako, kieteiku mirai                 | 16 mai 2017           |
| 7  | De retour à la maison                          | ただいま帰りました           | Tadaima kaerimashita                        | 23 mai 2017           |
| 8  | Même si ce soleil devait tomber un jour        | いずれその陽は落ちるとしても | Izure sono yō wa ochiru to shite mo         | 30 mai 2017           |
| 9  | Même si l'avenir devenait incertain            | たとえ未来が見えなくても     | Tatoe mirai ga mienakute mo                 | 6 juin 2017           |
| 10 | L'éclat de cet instant présent                 | いまこの時の輝きを           | Ima kono toki no kagayaki o                 | 13 juin 2017          |
| 11 | Je t'en prie, ne m'oublie pas                  | どうか、忘れないで           | Dō ka, wasurenaide                          | 20 juin 2017          |
| 12 | La femme la plus heureuse au monde             | 世界で一番幸せな女の子       | Sekai de ichiban shiawase na on'nanoko      | 27 juin 2017          |

#### Bande-son
L'album de la bande originale, comprenant les opening, ending et les musiques de fond, est sorti le 12 juillet 2017 au Japon,.
| Aoi Kioku - CD1 | Aoi Kioku - CD1                                    | Aoi Kioku - CD1 | Aoi Kioku - CD1 | Aoi Kioku - CD1 | Aoi Kioku - CD1 | Aoi Kioku - CD1 | Aoi Kioku - CD1 | Aoi Kioku - CD1 | Aoi Kioku - CD1 |
| No              | Titre                                              | Paroles         | Musique         | Interprète(s)   | Durée           |                 |                 |                 |                 |
| --------------- | -------------------------------------------------- | --------------- | --------------- | --------------- | --------------- | --------------- | --------------- | --------------- | --------------- |
| 1.              | DEAREST DROP (TV size)                             | Q-MHz           | Q-MHz           | Azusa Tadokoro  | 1:31            |                 |                 |                 |                 |
| 2.              | From (フロム, Furomu) (TV size)                    | Miho Karasawa   | Kengo Minamida  | TRUE            | 1:31            |                 |                 |                 |                 |
| 3.              | Always in my heart                                 | Tamaru Yamada   | Tatsuya Katō    | Tamaru Yamada   | 3:56            |                 |                 |                 |                 |
| 4.              | Scarborough Fair                                   | Tamaru Yamada   | Tatsuya Katō    | Tamaru Yamada   | 2:32            |                 |                 |                 |                 |
| 5.              | Kinema (キネマ) (TV size)                          | Miho Karasawa   | h-wonder        | TRUE            | 1:55            |                 |                 |                 |                 |
| 6.              | Call you                                           | Tamaru Yamada   | Tamaru Yamada   | Tamaru Yamada   | 3:44            |                 |                 |                 |                 |
| 7.              | Ever be my love                                    | Tamaru Yamada   | Tamaru Yamada   | Tamaru Yamada   | 3:02            |                 |                 |                 |                 |
| 8.              | Chiisana koigokoro (小さな恋心)                    |                 | Tatsuya Katō    |                 | 2:03            |                 |                 |                 |                 |
| 9.              | Setsunai koigokoro (切ない恋心)                    |                 | Tatsuya Katō    |                 | 3:16            |                 |                 |                 |                 |
| 10.             | Hane mawaru koigokoro (跳ね回る恋心)               |                 | Tatsuya Katō    |                 | 2:09            |                 |                 |                 |                 |
| 11.             | Always in my heart -Guitar-                        |                 | Tatsuya Katō    |                 | 3:56            |                 |                 |                 |                 |
| 12.             | Always in my heart -Violin-                        |                 | Tatsuya Katō    |                 | 3:56            |                 |                 |                 |                 |
| 13.             | Ushinawa rete iku jibun (失われていく自分)         |                 | Tatsuya Katō    |                 | 2:06            |                 |                 |                 |                 |
| 14.             | Itoshii hito to no jikan (愛しい人との時間)        |                 | Tatsuya Katō    |                 | 2:30            |                 |                 |                 |                 |
| 15.             | Afureru fusei (溢れる父性)                         |                 | Tatsuya Katō    |                 | 2:06            |                 |                 |                 |                 |
| 16.             | Kako e no kōkai (過去への後悔)                     |                 | Tatsuya Katō    |                 | 2:57            |                 |                 |                 |                 |
| 17.             | Ikari no kanjō (怒りの感情)                        |                 | Tatsuya Katō    |                 | 2:50            |                 |                 |                 |                 |
| 18.             | Eruku no kūkan (エルクの空間)                      |                 | Tatsuya Katō    |                 | 2:17            |                 |                 |                 |                 |
| 19.             | Nonbiri funwari on'nanoko (のんびりふんわり女の子) |                 | Tatsuya Katō    |                 | 2:05            |                 |                 |                 |                 |
| 20.             | Sawagashii kodomo-tachi (騒がしい子どもたち)       |                 | Tatsuya Katō    |                 | 2:57            |                 |                 |                 |                 |
| 21.             | Itazura-mamire (いたずらまみれ)                    |                 | Tatsuya Katō    |                 | 2:10            |                 |                 |                 |                 |
| 22.             | Kageki ni kyūto (過激にキュート)                   |                 | Tatsuya Katō    |                 | 2:48            |                 |                 |                 |                 |
| 23.             | Yōiku-in de no hibi (養育院での日々)               |                 | Tatsuya Katō    |                 | 2:03            |                 |                 |                 |                 |
| 24.             | Ushinai gatai nakama-tachi (失いがたい仲間たち)    |                 | Tatsuya Katō    |                 | 2:50            |                 |                 |                 |                 |
| 25.             | Horobi no ji (滅びの地)                            |                 | Tatsuya Katō    |                 | 3:12            |                 |                 |                 |                 |
| 26.             | Iseki-gun (遺跡郡)                                 |                 | Tatsuya Katō    |                 | 2:58            |                 |                 |                 |                 |
| 68:50           |                                                    |                 |                 |                 |                 |                 |                 |                 |                 |

Toute la musique est composée par Tatsuya Katō.
| Aoi Kioku - CD2 | Aoi Kioku - CD2                                            | Aoi Kioku - CD2 | Aoi Kioku - CD2 | Aoi Kioku - CD2 | Aoi Kioku - CD2 | Aoi Kioku - CD2 | Aoi Kioku - CD2 | Aoi Kioku - CD2 | Aoi Kioku - CD2 |
| No              | Titre                                                      | Durée           |                 |                 |                 |                 |                 |                 |                 |
| --------------- | ---------------------------------------------------------- | --------------- | --------------- | --------------- | --------------- | --------------- | --------------- | --------------- | --------------- |
| 1.              | Machi no kensō (街の喧騒)                                  | 2:05            |                 |                 |                 |                 |                 |                 |                 |
| 2.              | Hitobito no itonami (人々の営み)                           | 2:21            |                 |                 |                 |                 |                 |                 |                 |
| 3.              | Kire no aru oitsume rare-kan (キレのある追い詰められ感)    | 2:09            |                 |                 |                 |                 |                 |                 |                 |
| 4.              | Yōsei sōko no nichijō (妖精倉庫の日常)                     | 2:10            |                 |                 |                 |                 |                 |                 |                 |
| 5.              | Yōsei sōko no nigiyaka ibento (妖精倉庫のにぎやかイベント) | 2:49            |                 |                 |                 |                 |                 |                 |                 |
| 6.              | Shizukana jikan (静かな時間)                               | 2:16            |                 |                 |                 |                 |                 |                 |                 |
| 7.              | Chikarazuyoi guntai (力強い軍隊)                           | 2:37            |                 |                 |                 |                 |                 |                 |                 |
| 8.              | Hikūtei to bōken (飛空艇と冒険)                            | 3:30            |                 |                 |                 |                 |                 |                 |                 |
| 9.              | Tabidachi (旅立ち)                                         | 2:49            |                 |                 |                 |                 |                 |                 |                 |
| 10.             | Kaji wa tatakai (家事は戦い)                               | 2:15            |                 |                 |                 |                 |                 |                 |                 |
| 11.             | Fuyu no hibi (冬の日々)                                    | 2:18            |                 |                 |                 |                 |                 |                 |                 |
| 12.             | Kiseki no shunkan (奇跡の瞬間)                             | 3:10            |                 |                 |                 |                 |                 |                 |                 |
| 13.             | Tsukiru inochi (尽きる命)                                  | 2:24            |                 |                 |                 |                 |                 |                 |                 |
| 14.             | Atatakana kibō (暖かな希望)                                | 2:24            |                 |                 |                 |                 |                 |                 |                 |
| 15.             | Fuon'na kūki (不穏な空気)                                  | 2:11            |                 |                 |                 |                 |                 |                 |                 |
| 16.             | Kemono no shingeki (獣の進撃)                              | 2:17            |                 |                 |                 |                 |                 |                 |                 |
| 17.             | Daguu~epon (ダグウェポン)                                  | 3:13            |                 |                 |                 |                 |                 |                 |                 |
| 18.             | Hisshi no tokkō (必死の特攻)                               | 2:28            |                 |                 |                 |                 |                 |                 |                 |
| 19.             | ;Araburu maryoku (荒ぶる魔力)                              | 3:07            |                 |                 |                 |                 |                 |                 |                 |
| 20.             | Saishū ni mukatte (最終に向かって)                         | 3:10            |                 |                 |                 |                 |                 |                 |                 |
| 21.             | Denshō sa reru tamashii (伝承される魂)                     | 2:35            |                 |                 |                 |                 |                 |                 |                 |
| 22.             | Kanashiki yōsei no sadame (悲しき妖精の定め)               | 2:42            |                 |                 |                 |                 |                 |                 |                 |
| 23.             | Kōketsuna kokorozashi (高潔な志)                           | 2:51            |                 |                 |                 |                 |                 |                 |                 |
| 24.             | Korezo mūdi (これぞムーディ)                               | 1:58            |                 |                 |                 |                 |                 |                 |                 |
| 61:19           |                                                            |                 |                 |                 |                 |                 |                 |                 |                 |

### Œuvres
Édition japonaise
Light novel
Sukasuka
1. 1 2  (ja) « 終末なにしてますか？　忙しいですか？　救ってもらっていいですか？#01 », sur Kadokawa Corporation (consulté le 27 avril 2017)
2. 1 2  (ja) « 終末なにしてますか？　忙しいですか？　救ってもらっていいですか？#02 », sur Kadokawa Corporation (consulté le 27 avril 2017)
3. 1 2  (ja) « 終末なにしてますか？　忙しいですか？　救ってもらっていいですか？#03 », sur Kadokawa Corporation (consulté le 27 avril 2017)
4. 1 2  (ja) « 終末なにしてますか？　忙しいですか？　救ってもらっていいですか？#04 », sur Kadokawa Corporation (consulté le 27 avril 2017)
5. 1 2  (ja) « 終末なにしてますか？　忙しいですか？　救ってもらっていいですか？#05 », sur Kadokawa Corporation (consulté le 27 avril 2017)
6. 1 2  (ja) « 終末なにしてますか？　忙しいですか？　救ってもらっていいですか？#EX », sur Kadokawa Corporation (consulté le 27 avril 2017)

Sukamoka
1. 1 2  (ja) « 終末なにしてますか？　もう一度だけ、会えますか？#01 », sur Kadokawa Corporation (consulté le 27 avril 2017)
2. 1 2  (ja) « 終末なにしてますか？　もう一度だけ、会えますか？#02 », sur Kadokawa Corporation (consulté le 27 avril 2017)
3. 1 2  (ja) « 終末なにしてますか？　もう一度だけ、会えますか？#03 », sur Kadokawa Corporation (consulté le 27 avril 2017)
4. 1 2  (ja) « 終末なにしてますか？　もう一度だけ、会えますか？#04 », sur Kadokawa Corporation (consulté le 27 avril 2017)
5. 1 2  (ja) « 終末なにしてますか？　もう一度だけ、会えますか？#05 », sur Kadokawa Corporation (consulté le 27 avril 2017)
6. 1 2  (ja) « 終末なにしてますか？　もう一度だけ、会えますか？#06 », sur Kadokawa Corporation (consulté le 17 avril 2018)
7. 1 2  (ja) « 終末なにしてますか？　もう一度だけ、会えますか？#07 », sur Kadokawa Corporation (consulté le 12 novembre 2018)
8. 1 2  (ja) « 終末なにしてますか？　もう一度だけ、会えますか？#08 », sur Kadokawa Corporation (consulté le 11 octobre 2019)
9. 1 2  (ja) « 終末なにしてますか？　もう一度だけ、会えますか？#09 », sur Kadokawa Corporation (consulté le 3 janvier 2021)
10. 1 2  (ja) « 終末なにしてますか？　もう一度だけ、会えますか？#10 », sur Kadokawa Corporation (consulté le 13 avril 2022)
11. 1 2  (ja) « 終末なにしてますか？　もう一度だけ、会えますか？#11 », sur Kadokawa Corporation (consulté le 13 avril 2022)

Shūmatsu nani shitemasu ka? Iden: Leila Asprey
1. 1 2  (ja) « 終末なにしてますか？異伝　リーリァ・アスプレイ », sur Kadokawa Corporation (consulté le 13 avril 2022)
2. 1 2  (ja) « 終末なにしてますか？異伝　リーリァ・アスプレイ#02 », sur Kadokawa Corporation (consulté le 13 avril 2022)

Manga
Sukasuka
1. ↑  (ja) « 終末なにしてますか？　忙しいですか？　救ってもらっていいですか？　#01 », sur Kadokawa Corporation (consulté le 30 octobre 2017)
2. ↑  (ja) « 終末なにしてますか？　もう一度だけ、会えますか？#02 », sur Kadokawa Corporation (consulté le 30 octobre 2017)
3. ↑  (ja) « 終末なにしてますか？　もう一度だけ、会えますか？#03 », sur Kadokawa Corporation (consulté le 14 décembre 2017)
4. ↑  (ja) « 終末なにしてますか？　もう一度だけ、会えますか？#04 », sur Kadokawa Corporation (consulté le 29 avril 2018)